# Lysianassa caesarea
Lysianassa caesarea is een vlokreeftensoort uit de familie van de Lysianassidae. De wetenschappelijke naam van de soort is voor het eerst geldig gepubliceerd in 1987 door Ruffo.